# Guanosinmonophosphat
Guanosinmonophosphat (GMP) ist ein Nukleotid, der Phosphorsäureester des Nucleosids Guanosin. Es bildet zusammen mit Adenosinmonophosphat (AMP), Cytidinmonophosphat (CMP) und Uridinmonophosphat (UMP) die Grundbausteine der Ribonukleinsäure (RNA).

## Natürliches Vorkommen, Bedeutung, Gewinnung
Als Bestandteil der RNA kommt GMP in allen Lebewesen vor. Die RNA dient in Zellen zur Umsetzung von genetischen Informationen aus der Desoxyribonukleinsäure (DNA) in Proteine.
Es wird industriell in der Regel mit Hilfe von Mikroorganismen hergestellt, die auch gentechnisch verändert sein können.

## Verwendung
Guanosinmonophosphat ist in der EU als Lebensmittelzusatzstoff mit der Nummer E 626 bis zu einer Menge von maximal 500 mg/kg für alle für Zusatzstoffe zugelassenen Lebensmittel zugelassen. Es wird – wie auch das Dinatrium- (E 627), Dikalium- (E 628) und Calciumsalz (E 629) – als Geschmacksverstärker eingesetzt, wobei die Verbindungen eine etwa 10- bis 20-mal stärkere Wirkung als Glutaminsäure (Glutamat) zeigen. Bei Zusatz geringster Mengen wird der Geschmack vieler Lebensmittel (vor allem Fertigprodukte und Dosengerichte) verstärkt und einige unerwünschte Geschmacksnuancen ausgeschaltet. In Verbindung mit Glutamat wirken GMP und dessen Salze synergetisch und erhöhen auch in niedrigen Anteilen, etwa bei 1:10, die geschmacksverstärkende Wirkung.
Dikaliumguanylat und Calciumguanylat werden auch als natriumfreier Kochsalzersatz verwendet.

## Tabelle der E-Nummern
| E-Nummer | Name                 | Summenformel   | CAS        |
| -------- | -------------------- | -------------- | ---------- |
| E 626    | Guanosinmonophosphat | C10H14N5O8P    | 85-32-5    |
| E 627    | Dinatriumguanylat    | C10H12N5O8PNa2 | 13474-02-7 |
| E 628    | Dikaliumguanylat     | C10H12N5O8PK2  | 3254-39-5  |
| E 629    | Calciumguanylat      | C10H12N5O8PCa  | 38966-30-2 |